# Pailharès
Pailharès település Franciaországban, Ardèche megyében. Lakosainak száma 288 fő (2022. január 1.). Pailharès Lafarre, Nozières, Saint-Félicien, Satillieu és Vaudevant községekkel határos.

## Népesség
A település népességének változása:
| Lakosok száma | 511  | 328  | 285  | 289  | 268  | 258  | 244  | 243  | 243  | 288  |
|               | 1968 | 1982 | 1990 | 2006 | 2013 | 2015 | 2017 | 2019 | 2020 | 2022 |